# Michael Krohn (1793–1878)

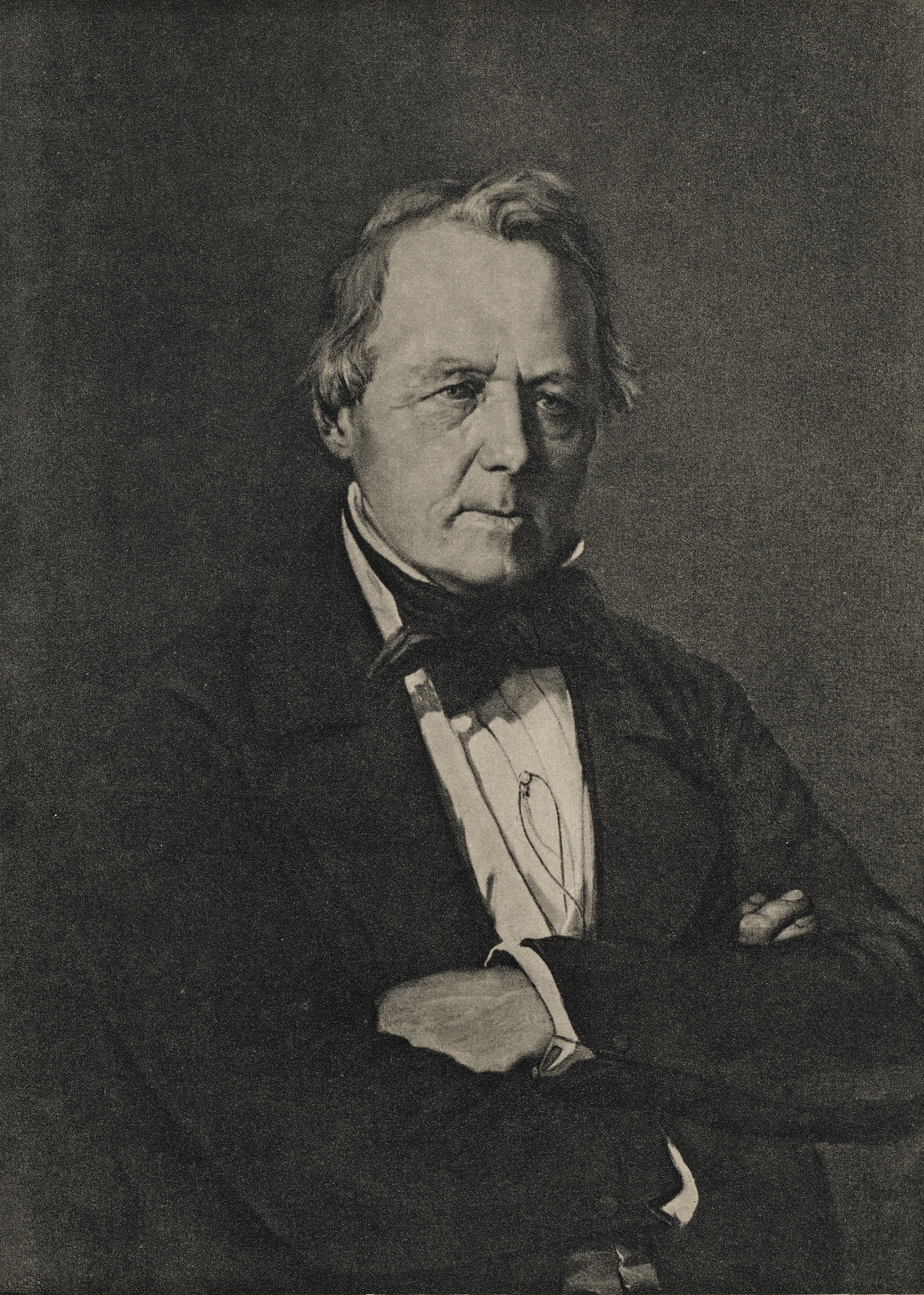
Michael Krohn

Michael Krohn, född 14 maj 1793 i Bergen, död där 31 augusti 1878, var en norsk affärsman, far till Georg Herman Krohn, farbror till Henrik Krohn.
Krohn var 1829–1850 köpman i sin födelsestad, där han intog en ledande ställning inom affärsvärlden. Han grundade flera viktiga företag. Så stiftade han 1845 Bergens Søforsikringsselskab och 1852 Det Bergenske Dampskibsselskab samt gav 1855 impulsen till anläggandet av Bergen Mekaniske Verksted med därtill hörande torrdocka. I Bergens kommunala historia intar Krohn en framstående plats. Efter honom uppkallade August Petermann en ö i Norra ishavet.